# Hermann Marchl
Hermann Marchl (* 15. Januar 1942 in Marburg; † 10. November 2024) war ein deutscher Fußballspieler. Der Defensivspieler absolvierte von 1966 bis 1974 für die SpVgg Fürth in der zweitklassigen Regionalliga Süd 248 Ligaspiele und erzielte drei Tore.

## Spielerlaufbahn

### Marburg und Nürnberg, bis 1966
Der Verteidiger erlernte das Fußballspielen beim VfL Marburg im hessischen Amateurbereich. Durch seine überdurchschnittlichen Defensivqualitäten spielte er sich über die hessische Jugendauswahl in die DFB-Jugendnationalmannschaft. Er debütierte am 26. März 1960 beim Länderspiel in Bregenz gegen Österreich an der Seite von Mitspielern wie Dieter Kurrat, Karl-Heinz Bente, Werner Ipta, Kurt Haseneder und Gerhard Elfert als linker Außenläufer im damaligen WM-System in der DFB-Elf. Das Spiel endete 2:2-Remis. Das Talent aus Marburg gehörte im April 1960 dem Aufgebot für das UEFA-Juniorenturnier in Österreich an. In allen drei deutschen Gruppenspielen gegen die Türkei (1:0), Ungarn (1:1) und die DDR (1:1) kam er zum Einsatz. Die Standardläuferreihe lief mit Marchl, Jürgen Neumann und Stefan Reisch auf. Marchl bestritt auch noch die zwei weiteren Jugendländerspiele gegen England (3:1) und Dänemark (1:0) im Jahr 1960. 
Mit den blau-roten „Schimmelreitern“ belegte er 1960/61 und 1961/62 mit Mitspielern wie Georg und Karl August Tripp jeweils den dritten Rang in der Hessenliga. Nach dem enttäuschenden sechsten Rang 1962/63 nahm er das Angebot des 1. FC Nürnberg an und wechselte damit zur Debütrunde 1963/64 in die Fußball-Bundesliga. Da Trainer Herbert Widmayer bereits Ende Oktober 1963 entlassen wurde, konnte er sich nicht im Spielerkader der Franken durchsetzen. Unter Widmayer-Nachfolger Jenö Csaknady bekam er keine Chance. In der Abwehr setzte man beim „Club“ auf Spieler wie Ferdinand Wenauer, Paul Derbfuß, Horst Leupold, Fritz Popp, Karl-Heinz Ferschl und Stefan Reisch. Nach drei sportlich unbefriedigenden Runden wechselte er zur Saison 1966/67 zur SpVgg Fürth in die zweitklassige Fußball-Regionalliga Süd; er wurde von Gustav Flachenecker und Jürgen Billmann begleitet.

### Fürth, 1966 bis 1974
Mit den „Club“-Verstärkungen – im Jahr zuvor waren bereits Paul Derbfuß und Richard Albrecht zur „Kleeblatt“-Elf gewechselt –, spielte Fürth 1966/67 unter Trainer Robert Gebhardt ernsthaft um den Meisterschaftsgewinn in der Regionalliga Süd mit. Marchl gehörte sofort der Stammbesetzung an und gewann mit seiner neuen Mannschaft am 20. August 1966 mit 3:1 Toren das Saisonstartspiel im heimischen Ronhof gegen den VfR Mannheim. In der Hinrunde verloren die Grün-Weißen lediglich die zwei Auswärtsspiele gegen die Meisterschaftskonkurrenten Kickers Offenbach und Bayern Hof, jeweils mit 0:1. Es waren die zwei einzigen Niederlagen in der Herbstserie, die Fürth mit 27:7 Punkten abschloss. In der Rückrunde spielte man gegen Offenbach vor 18.000 Zuschauern 0:0 und gegen Hof vor 16.000 Zuschauern 1:1. Da man aber die Begegnungen gegen den VfR Mannheim (1:2), FC Schweinfurt 05 (0:1), den SSV Reutlingen (1:4) und den Freiburger FC (2:3; drei Tore durch Gerd Klier) verlor, belegte man am Rundenende mit zwei Punkten Rückstand hinter Offenbach und Hof, den undankbaren dritten Tabellenplatz. Marchl hatte 30 von 34 Ligaspielen bestritten und Mittelstürmer Bernd Windhausen hatte sich die Torjägerkrone im Süden mit 32 Treffern erobert. Am 34. Spieltag nutzte auch ein 4:0-Heimsieg gegen Schwaben Augsburg nichts mehr am Tabellenstand. Diese Partie hatte Fürth mit den Spielern Peter Löwer (Torhüter), Paul Derbfuß, Robert Schmid, Hermann Marchl, Dieter Emmerling, Robert Ehrlinger, Richard Albrecht, Jürgen Billmann, Bernd Windhausen, Erich Tauchmann und Rainer Boden bestritten. Zur Stammformation in dieser erfolgreichen Runde hatten aber auch noch die Akteure Heinz Kraus (Torhüter), Klaus Slatina, Ernst Perras und Norbert Knopf gehört.
Fürth konnte in den nächsten Jahren diese Leistung nicht mehr wiederholen und beendete die Ära der zweitklassigen Regionalliga 1973/74 mit einem zehnten Tabellenplatz. Marchl hatte immer zur Stammbesetzung gehört; in der Saison 1971/72, Trainer Werner Bickelhaupt wurde im Februar 1972 entlassen, hatte er sogar interim im Februar das Traineramt ausgeübt, ehe ab März Heinz Elzner den Job übernahm. Nach acht Runden mit Fürth in der Regionalliga Süd beendete Marchl im Sommer 1974 seine höherklassige Laufbahn.
Er ging in das Amateurlager zurück und ließ seine Karriere beim FSV Erlangen-Bruck 1974/75 ausklingen.